# ヴィデヲ・DE・リサイタル
『ヴィデヲ・DE・リサイタル』（ヴィデヲ・デ・リサイタル）は、日本の ミクスチャーバンド、ORANGE RANGEの2枚目のDVD。

## 解説
- オリコン音楽DVDチャートでは初の1位獲得。
- 全体的にアルバム『musiQ』のイメージを踏襲した形となっており、メニュー画面などではミラーボールの映像が使用されている。

## 収録映像

### ビデオクリップ
1. ミチシルベ〜a road home〜※
5thシングル。
2. ZUNG ZUNG FUNKY MUSIC
5thシングルのc/w。
3. ロコローション※
6thシングル。
4. チェスト※
7thシングル。
5. 花※
8thシングル。

※：メイキング映像も収録。

### ライブ映像
「LIVE TOUR 004〜ラ・ワンマンリサイタル〜」の東京ベイNKホールでのライブ映像を収録。
1. ロコローション
2. ミッションinポッピプル
1stアルバム「1st CONTACT」収録曲。
3. ミチシルベ〜a road home〜
4. 上海ハニー
2ndシングル。
間奏で観客、MC3人でカチャーシー（沖縄の伝統的踊り）が踊られている。
5. TWISTER
1stアルバム「1st CONTACT」収録曲。
6. MONKEY MAGIC
6thシングルのc/w。
なぜか表記は「モンキーマジック」となっている。
7. 奏重鼓
インディーズアルバム「オレンジボール」収録曲。

### 特典映像
『ミチシルベ〜a road home〜』〜『musiQ』までのテレビスポットを収録。